# ایکاریوس
در اساطیر یونان، دو نفر هستند که با نام ایساریوس یا ایکاریوس (به یونانی: Iκάριος) شناخته می‌شوند. (افراد دیگری هم هستند که بنام ایکاروس شناخته می‌شوند)
۱. یکی از این ایکاریوس‌ها، پسر اوئبالوس و گورگوفونه بود که همو از طریق پریبوا، پدر پنلوپه، پریلئوس و ایفتیمه محسوب می‌شد. بر طبق برخی دیگر از روایات سنتی، وی بوسیلهٔ پلی کاسته [یعنی از طریق این زن] پدر پنلوپه، آلیزئوس و لوکادیوس به‌شمار می‌رفت. وی پادشاه اسپارت بود و در عین حال قهرمان نوعی مسابقات دو محسوب می‌شد و در همین ارتباط تنها به کسی اجازهٔ ازدواج با دخترش را می‌داد که موفق شود در یک مسابقه خودش [یعنی ایکاریوس را]، شکست دهد. مسابقه‌ای که در آن، تنها اولیسز (اودیسئوس) موفق به شکست او شد. وی برادر هیپپوکون و تیندارئوس به حساب می‌آمد و ظاهراً در زمان بروز حوادث اودیسه هنوز زنده بود.
۲. ایکاریوس دیگر، اهل آتن بود. او نسبت به دیونیسوس احساس دوستی نزدیک و صمیمیت پیدا کرد، دیونیسوس به چوپانان شراب خوراند. آن‌ها مست شدند و ایکاریوس را با این فکر که او، آنان را مسموم کرده‌است، به قتل رسانیدند. دختر او، اریگونه و سگ او، مائرا، جسد او را پیدا کردند. اریگونه خودش را از فراز مقبرهٔ پدرش حلق آویز کرد و بدینسان سایر باکره‌های آتن را نیز به انجام همان کار محکوم ساخت. دیونیسوس از این بابت عصبانی بود و آتن را بوسیلهٔ یک طاعون تنبیه کرد، طوری‌که نوعی جنون و بی رحمی در تمامی زنان مجرد آن دیار اشاعه یافت، که تمام آن‌ها به‌صورت دست جمعی دست به خودکشی زدند.
ایکاریوس در میان ستاره‌های آسمان، با عنوان صورت فلکی بوتس یا گاوران قرار داده شده‌است. از یک ویلای رومی واقع در پافوس، از کشور قبرس، که به خانهٔ دیونیزوس معروف است، موزائیکی مربوط به اواسط قرن دوم میلادی بدست آمده‌است. این موزائیک که با عنوان نخستین شراب خوارگان شهرت دارد، صحنه‌ای را توصیف می‌کند که در آن دیونیسوس در حال دادن هدیه‌ای از تاک و شراب به ایکاریوس، به عنوان پاداشی برای مهمان نوازی سخاوتمندانه ایکاریوس می‌باشد.